# Club Sportiv Olympia București
Il Club Sportiv Olympia București è stata una squadra di calcio rumena fondata nel 1904 e attiva fino al 1946, anno in cui si è sciolta. Ha vinto le prime due edizioni del campionato di calcio rumeno.

## Storia

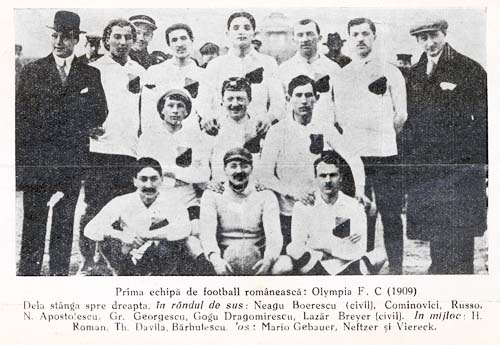
Olympia Bucarest nel 1909

Il club fu fondato nel 1904 da Mario Gebauer (primo presidente) e da altri giovani rumeni e stranieri. Nel 1906 fu invitata alle celebrazioni in occasione del quarantesimo anniversario dell'ascesa al trono del Re per una dimostrazione di questo nuovo sport
Con la fondazione della prima associazione dei club, la Asociaţiunea Cluburilor de Fotbal rinominata in seguito Asociaţiunea Societăţilor Atletice din România (ASAR) nell'ottobre del 1909 venne organizzato il primo trofeo a Bucarest nel dicembre dello stesso anno che vide trionfare l'Olympia che si aggiudicò il trofeo che in seguito venne riconosciuto come primo campionato rumeno.
La squadra giocava con il modulo 1 - 2 - 3 -5, con R.Winter in porta, Charles Viereck (capitano) e Mario Gebauer in difesa, Gogu Niculescu, Th.Davilla, H.Grunberg a centrocampo e Nicu Apostolescu, Gogu Dragomirescu, Boris Ioanin, Hart e Lazăr Breyer in attacco.
L'anno successivo vinse il suo secondo e ultimo titolo.
Nel 1915 parte dei giocatori abbandonarono il calcio in favore del rugby considerato sport più "maschio".
Con la riforma del campionato nel 1921 il club ricompare nel girone della capitale ma solo in un'occasione vince il torneo regionale e partecipa alle finali nazionali, nella Divizia A 1927-1928, quando viene eliminato ai quarti di finale. Con la creazione del girone unico il club partecipa alla Divizia C nel 1937-38 (girone terminato al secondo posto) e alla Divizia B nel 1940-41. In coppa di Romania non supera mai i sedicesimi di finale, raggiunti in tre occasioni
Dopo la seconda guerra mondiale partecipa al campionato regionale di Bucarest col nome Olympia-Rhein e nel 1946 si scioglie.
Tra i giocatori è da ricordare Corneliu Robe, unico a giocare in una edizione della Coppa del Mondo.

## Palmarès

### Competizioni nazionali
- Campionato rumeno: 2

1909-1910, 1910-1911

### Altri piazzamenti
- Campionato rumeno:

Terzo posto: 1911-1912

## Stadio
Il club disputò gli incontri interni fino al 1927 nello stadionul Bolta Rece, impianto condiviso con altre squadre situato nei pressi di piazza della Vittoria e in seguito demolito. Oggi sul terreno dove sorgeva l'impianto ci sono gli uffici della BRD-Groupe Societe Generale. Successivamente ha disputato gli incontri nello stadionul ACSA, inaugurato nel 1927 e situato nel quartiere Belu